# Burgoa verzuoliana
Burgoa verzuoliana é uma espécie de fungo pertencente à família Hydnaceae.